# Abner Teixeira
Abner Teixeira, né le 10 septembre 1996 à Osasco, est un boxeur brésilien évoluant dans la division poids lourds. Il remporte une médaille de bronze aux jeux olympiques de 2020 à Tokyo.

## Carrière
Abner Teixeira remporte une médaille de bronze catégorie poids lourds aux Jeux panaméricains 2019 à Lima. Qualifié pour les championnats du monde 2019 à Ekaterinbourg, il est éliminé dès son deuxième combat contre le boxeur ouzbek Sanjar Tursunov.
Teixeira obtient néanmoins son ticket pour le tournoi olympique de Tokyo en raison de son classement continental : il se défait du Britannique Cheavan Clarke (4-1) puis du Jordanien Hussein Iashaish (4-1) mais doit s'incliner en demi-finale face à Julio César La Cruz, champion olympique cubain de 2016 qui conservera son titre. Avec cela, Teixeira a obtenu la médaille de bronze olympique.
A participé aux Championnats du monde de boxe amateur 2021 organisés à Belgrade, en Serbie, dans la catégorie des poids lourds.
Aux Jeux sud-américains de 2022, il a remporté l'or dans la catégorie des super-lourds.
Aux Championnats du monde de boxe amateur 2023, participant désormais dans la catégorie des super-lourds, perdu en huitièmes de finale contre le Géorgien Nikoloz Begadze.
Aux Jeux panaméricains de 2023, Teixeira a atteint la finale des super-lourds, mais a dû abandonner la finale en raison d'une blessure physique, obtenant la médaille d'argent et se qualifiant ainsi pour les Jeux olympiques d'été de 2024 à Paris. Teixera a subi une blessure totale au ligament croisé antérieur (LCA) au genou droit il y a deux mois. Pour le moment, il suit un traitement conservateur, car une intervention chirurgicale pourrait le retirer des Jeux olympiques, car on estime que sa guérison prendrait environ sept mois.

### Jeux olympiques
- Médaille de bronze en -91 kg aux Jeux olympiques d'été de 2020 à Tokyo, Japon

### Jeux panaméricains
- Médaille de bronze en -91 kg en 2019 à Lima, Pérou.
- Médaille d'argent en -+91 kg en 2023 à Santiago, Chili.